# صموئيل إس. سنو
صموئيل إس. سنو (بالإنجليزية: Samuel S. Snow)‏ هو قس أمريكي، ولد في 1806، وتوفي في 1890.